# Чардинін Петро Іванович
Петро́ Іва́нович Чарди́нін (справжнє прізвище Красавцев або Красавчиков) (*27 січня (8 лютого) 1872, Чердинь — †14 серпня 1934) — російський кінорежисер, сценарист, Кінооператор і актор епохи німого кіно, піонер української, російської і латвійської кінематографії.

## Короткі біографічні відомості
Народився у м. Чердинь (тепер Пермська область) у сім'ї селян. Закінчив музично-драматичну школу Московського філармонічного товариства.
Спочатку виступав у антрепризах на сцені провінційних театрів у Іваново-Вознесенську, Орєхово-Зуєві, а також Введенського народного дому у Москві. Там же у 1908 році його запрошено О. О. Ханжонковим на роботу до підприємства-кінофабрики «А. Ханжонков и К». У 1907–1910 роках гастролював з «кіномовлячими» картинами. З осені 1917 року працював на кіностудії Д. Харитонова. До виїзду за кордон весною 1920 р. зняв близько 100 ігрових фільмів. У період з 1920 по 1922 рр. жив за кордоном, працював на кіностудіях Італії, Франції, Німеччини, а у травні 1921 р. прийняв запрошення латвійськової національної кіностудії. Наприкінці 1922 року був запрошений до СРСР кінокомпанією «Єлін, Задорожній і К °». Навесні Чардинін приїхав до Криму, але фірма до цього часу вже згорнула свою кіновиробничу діяльність, і режисер був запрошений ВУФКУ на Одеську кінофабрику. З 1923 р. працював в Україні на 1-й Одеській держкінофабриці ВУФКУ. У той час в Одесі П. Чардинін проживав в «Лондонському готелі»
Помер у Одесі.

## Фільмографія

### Режисерські роботи
- 1909 — «Боярин Орша»
- 1909 — «Вадим»
- 1909 — «Мертві душі»
- 1909 — «Чародійка» (разом з В. Гончаровим)
- 1910 — «Ідіот»
- 1910 — «Пікова дама»
- 1911 — «Боярська дочка»
- 1911 — «Василина Мелентіївна та цар Іван Васильович Грозний»
- 1911 — «Крейцерова соната»
- 1911 — «На жвавому місці»
- 1911 — «Останній теперішній деньочок»
- 1911 — «Світить, та не гріє»
- 1912 — «Баришня-селянка»
- 1912 — «Робоча слобідка»
- 1912 — «Снохач» (імовірно)
- 1913 — «Брати»
- 1913 — «Воцаріння будинку Романових (1613)» (разом з В. Гончаровим)
- 1913 — «Будиночок в Коломні»
- 1913 — «Дядькова квартира»
- 1913 — «За дверима вітальні» (разом з І. Лазарєвим)
- 1913 — «Обрив»
- 1914 — «Жінка завтрашнього дня (1-ша серія)»
- 1914 — «Бешкетник»
- 1914 — «Чи пам'ятаєш ти?»
- 1914 — «Хризантеми»
- 1914 — «Мазепа»
- 1915 — «Венеціанська панчоха»
- 1915 — «Драконівський контракт»
- 1915 — «Жінка завтрашнього дня (2-га серія)»
- 1915 — «Кохання статського радника»
- 1915 — «Наташа Ростова»
- 1915 — «Петербурзькі трущоби»
- 1915 — «Потоп»
- 1915 — «Тіні гріха»
- 1916 — «Міражі»
- 1917 — «Блукаючі вогні»
- 1917 — «Забудь про камін, в ньому згасли вогні»
- 1918 — «Червона зоря»
- 1918 — «Мовчи, сум, мовчи»
- 1919 — «Азра»
- 1919 — «Похорони Віри Холодної» (документальний)
- 1919 — «Таємниця липневої ночі»
- 1919 — «Чорна хризантема»
- 1920 — «Червоний Кас'ян»
- 1920 — «На світанку»
- 1921 — «Дубровський, отаман розбійників» (Німеччина)
- 1921 — «Людина-звір» (Німеччина)
- 1923 — «Магнітна аномалія»
- 1923 — «Не впійманий — не злодій»
- 1923 — «Хазяїн чорних скель»
- 1924 — «Оповідання про сімох повішених»
- 1925 — «Генерал з того світу» (короткометражний, в кіножурналі «Маховик» № 2)
- 1925 — «Винахідник» (короткометражний, в кіножурналі «Маховик» № 3)
- 1925 — «Сіль» (короткометражний, в кіножурналі «Маховик» № 3)
- 1925 — «Укразія» (інша назва «7+2»)
- 1926 — «Тарас Трясило»
- 1926 — «Тарас Шевченко»
- 1927 — «Примха Катерини ІІ»
- 1927 — «Черевички» (середньометражний, за М. Гоголем)
- 1928 — «За монастирською брамою»
- 1930 — «Червонці» (середньометражний, разом з М. Шором)
- 1932 — «Подія в степу»

### Сценарист
- 1909 — «Боярин Орша»
- 1909 — «Вадим»
- 1909 — «Мертві душі»
- 1909 — «Чародійка» (разом з В. Гончаровим)
- 1910 — «Пікова дама»
- 1911 — «Боярська дочка»
- 1911 — «Василина Мелентіївна та цар Іван Васильович Грозний»
- 1911 — «Крейцерова соната»
- 1911 — «На жвавому місці»
- 1911 — «Останній теперішній деньочок»
- 1911 — «Світить, та не гріє»
- 1912 — «Робоча слобідка»
- 1912 — «Снохач» (імовірно)
- 1913 — «Воцаріння будинку Романових (1613)» (разом з В.Гончаровим)
- 1913 — «Дядькова квартира»
- 1914 — «Чи пам'ятаєш ти?»
- 1917 — «Забудь про камін, в ньому згасли вогні»
- 1918 — «Мовчи, сум… мовчи…»
- 1920 — «Червоний Кас'ян»
- 1920 — «На світанку»
- 1932 — «Подія в степу»

### Оператор
- 1917 — «Забудь про камін, в ньому згасли вогні»
- 1918 — «Червона зоря»
- 1919 — «Азра»
- 1919 — «Таємниця липневої ночі»
- 1919 — «Чорна хризантема»

### Актор
- 1908 — «Російське весілля XVI сторіччя»
- 1909 — «Боярин Орша»
- 1909 — «Вадим»
- 1909 — «Драма в Москві»
- 1909 — «Мертві душі»
- 1909 — «Пісня про купця Калашникова»
- 1909 — «Чародійка»
- 1910 — «Вибір царської нареченої»
- 1911 — «Василина Мелентіївна та цар Іван Васильович Грозний»
- 1911 — «Євгеній Онєгін»
- 1911 — «Крейцерова соната»
- 1912 — «Селянська доля»
- 1913 — «Воцаріння будинку Романових (1613)»
- 1913 — «Волга і Сибір»
- 1914 — «Чи пам'ятаєш ти?»
- 1918 — «Мовчи, сум... мовчи...»
- 1921 — «Дубровський, отаман розбійників»
- 1923 — «Хазяїн чорних скель»

### Персонаж
- 2005 — «Російське кіно.20 сторіччя: На початку був Чардинін» (документальний)